# 애런 부슈널
애런 부슈널(Aaron Bushnell, 1998년 6월 30일 ~ 2024년 2월 25일)은 미국 공군 군인으로, 2024년 2월 25일 워싱턴 D.C.의 주미국 이스라엘 대사관 앞에서 분신하여 숨졌다. 부슈널의 분신은 트위치로 생중계되었으며, 부슈널은 방송에서 팔레스타인인들이 당하고 있는 집단살해에 항의하기 위해 극단적 방법을 취하겠다고 밝힌 후 분신하였다.
부슈널의 분신은 이스라엘-하마스 전쟁에서 미국이 이스라엘을 지지, 지원함으로써 4만 명 이상의 팔레스타인인이 죽임을 당하고 심각한 인도주의 위기를 발생시킨 것에 대한 항의로써 미국 국민이 분신한 사례로서 두 번째 사건이었다. 2023년 12월 애틀랜타의 이스라엘 영사관 앞에서 여성 시위자가 분신한 것이 최초의 사례였다.

## 생애
뷰슈널은 매사추세츠주 올리언즈의 베네딕도회 신앙촌인 커뮤니티 오브 지저스에서 성장했다. 노셋 지역고등학교를 졸업하고 2015년부터 2017년까지 양조장, 기독교 출판사, 영상제작회사 등에서 일했다. 2019년 커뮤니티 오브 지져스에서 탙퇴했다.
2020년 5월 미국 공군에 입대하여 기초훈련을 받았다. 보직은 사이버공병이었고 주특기는 클라이언트 시스템 유지관리였다. 이후 텍사스주 샌안토니오에서 공군 데브옵스 사이버공병으로 일했고, 동시에 서던뉴햄프셔 대학교에서 소프트웨어공학 학사 과정을 밟았다.
부슈널은 조지 플로이드 사망 사건 이후 공권력에 대한 반감이 심해졌으며, 스스로 아나키스트라고 생각하게 되었다. 분신하기 최소 2주 전부터 부슈널은 주변 친구들에게 자신의 아나키즘 신념을 밝히고 아나키스트로서 제대로 실천하기 위해서는 위험과 희생이 필요하다는 견해를 피력했다. 부슈널은 이후 분신을 생중계하게 될 트위치 계정의 프로필 사진을 아나키스트 상징인 써클A로 지정했고, 페이스북의 여러 아나키스트 페이지들을 팔로우했다. 죽기 몇달 전부터 레딧의 아나키즘 관련 서브레딧에 글을 많이 올렸다. 분신 직전에는 아나키스트 단체 크라임씽크에 접촉해서 자신의 영상을 보존하고 퍼뜨려 줄 것을 요청했다.

## 분신 사건
부슈널은 예금 잔고는 모두 팔레스타인 아동구호기금에 기부하길 바라며, 자기가 기르는 고양이는 이웃에게 맡긴다는 내용의 유서를 작성했다. 2024년 2월 25일 현지 시각 오전 10시 54분, 부슈널은 페이스북에 “많은 사람들이 자문한다. 만약 내가 노예제 시대에 살았다면? 짐 크로우 남부에 살았다면? 아파르트헤이트에 살았다면 무엇을 했을까? 내 나라가 집단살해를 저지르고 있다면? 그 답은 바로, 이미 우리는 그러고 있다는 것이다. 바로 지금.” 라는 글을 게시했다. 이후 각 언론사에 “팔레스타인 인민의 집단살해에 대한 극단적 항의행동을 계획하고 있다”는 메시지를 보냈다.
현지 시각 오후 12시 58분, 부슈널은 전투복을 입고 워싱턴 D.C.의 이스라엘 대사관으로 향했다. 트위치 생방송을 켠 뒤, 부슈널은 대사관으로 걸어가며 이렇게 말했다. “나는 미국 공군 현역 군인이다. 그리고 나는 더 이상 집단살해의 공범이 되지 앟을 것이다. 나는 이제 극단적인 항의행동을 하려고 한다. 하지만 지금 팔레스타인 사람들이 식민지배자들의 손에 겪는 것에 비하면 전혀 극단적인 일도 아니다. 우리들의 지배계급은 이것이 정상적인 일이라고 결정했다.”

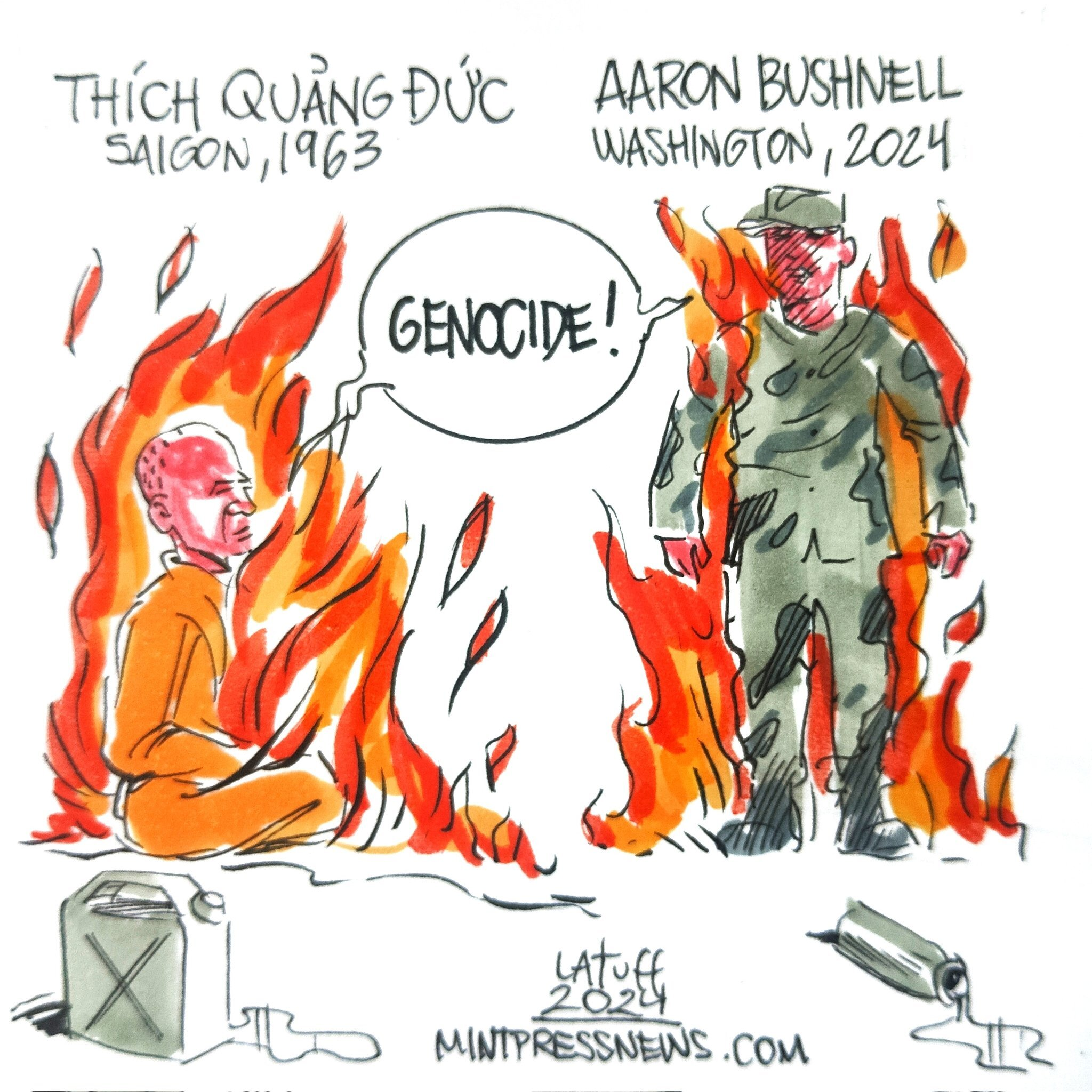
브라질 만명가 카를루스 라투프가 그린 만평. 부슈널을 틱꽝득에 비견하고 있다.

대사관에 도착한 부슈널은 카메라를 바닥에 내려놓고, 대사관 정문 앞에 서서 가연성 액체를 머리에 끼얹었다. 보안 책임자가 무슨 용무냐고 물으며 다가왔지만 부슈널은 그 말을 무시하고 불을 붙였다. 몸에 불이 붙자 부슈널은 산 채로 불타오르며 “자유 팔레스타인!” 구호를 반복적으로 외치다 바닥에 쓰러졌다. 비밀사무국 요원들이 달려와 부슈널에게 총을 겨누고 “바닥에 엎드리라”고 요구하자 경찰관이 “총은 필요없고 소화기를 가져오라”고 소리치는 것까지 생중계되었다. 불이 꺼진 뒤 부슈널은 병원으로 이송되었으나 7시간만인 오후 8시 6분 화상으로 사망했다.